# 繊維強化プラスチック

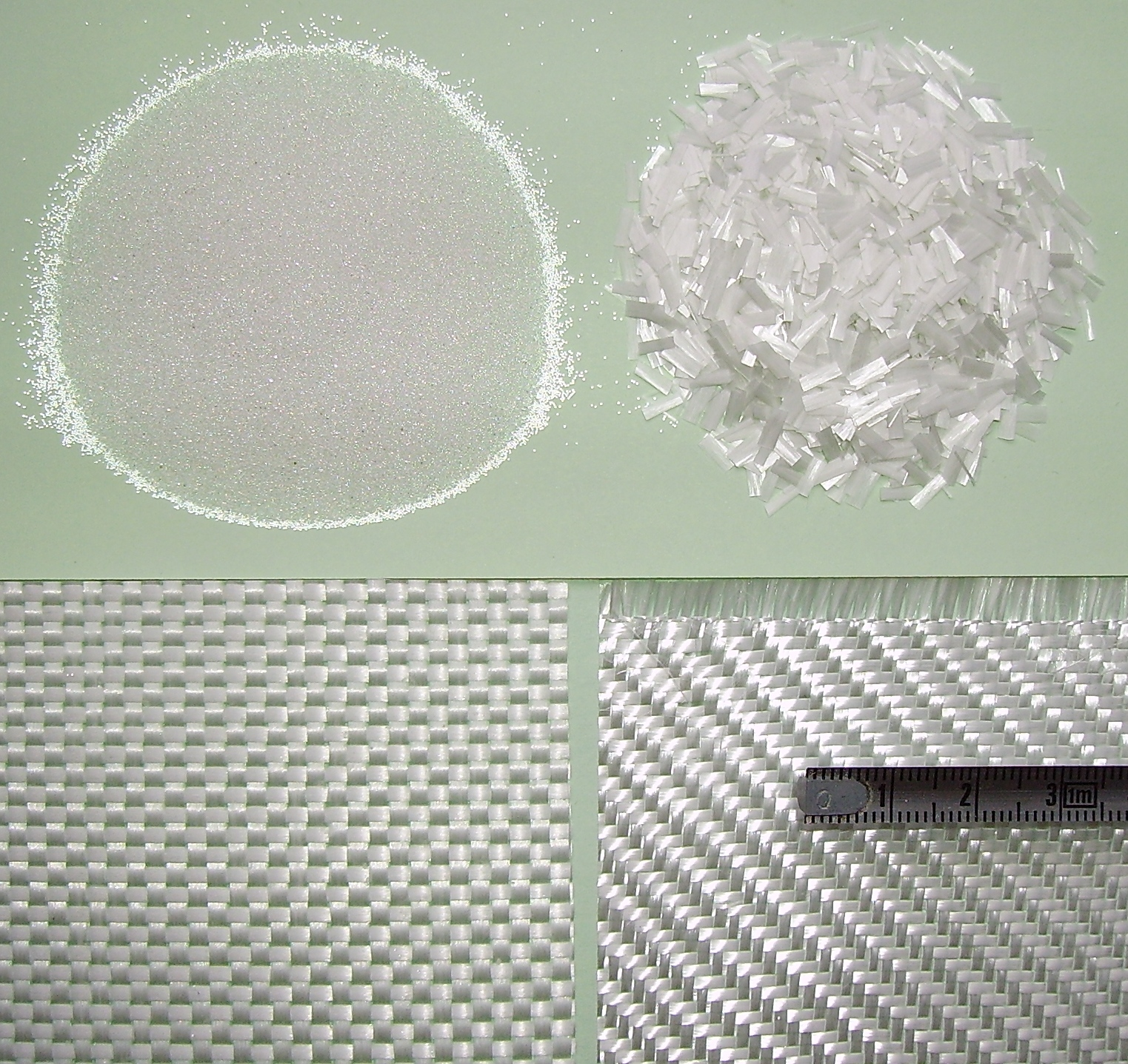
ガラス繊維

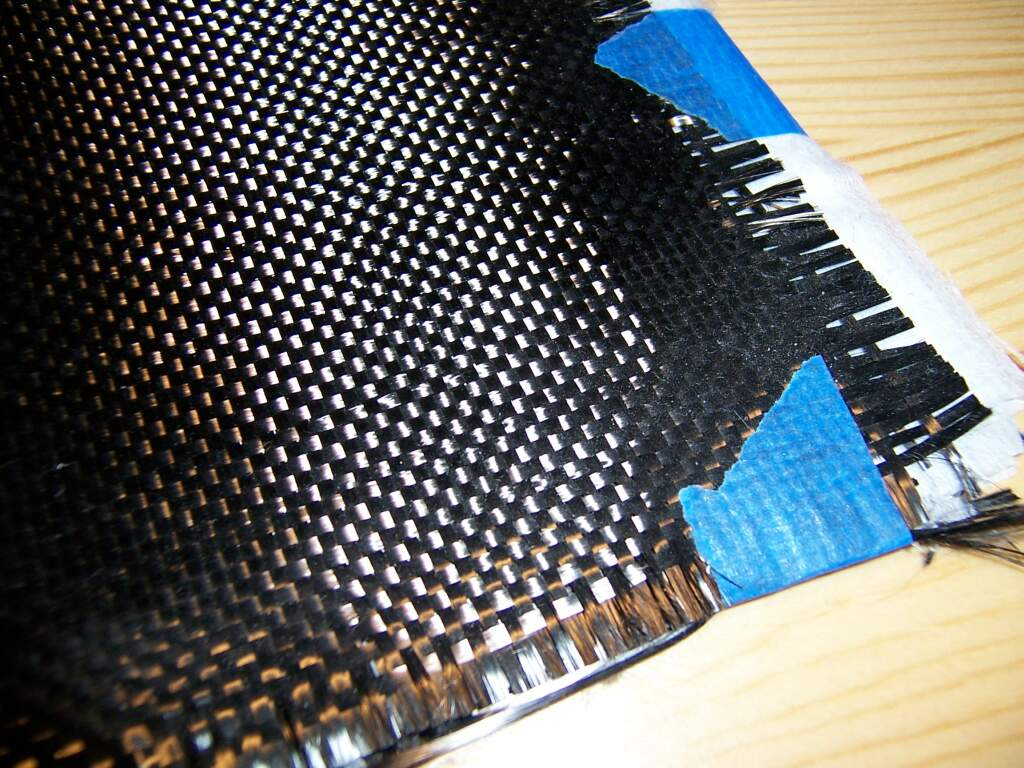
CFRP成形用炭素繊維

繊維強化プラスチック（せんいきょうかプラスチック、英: Fiber Reinforced Plastics、FRP）は、強化繊維とマトリックス樹脂を組み合わせた高分子系複合材料。繊維は高い引張強度と剛性を持つが、そのままでは圧縮や曲げに弱く構造材料に適さないため、母材（マトリックス）としてプラスチックで複合化することで高強度になるよう加工した材料である。
厳密には繊維強化熱硬化性プラスチック（FRTS）と繊維強化熱可塑性プラスチック（FRTP）に分けられるが、狭義では繊維強化熱硬化性プラスチック（FRTS）のことを指す（後述）。
なお、FRPはFiber Reinforced Polymersの略とされることもあり、日本語で「繊維強化複合材料」と訳されることもある。

## 概要

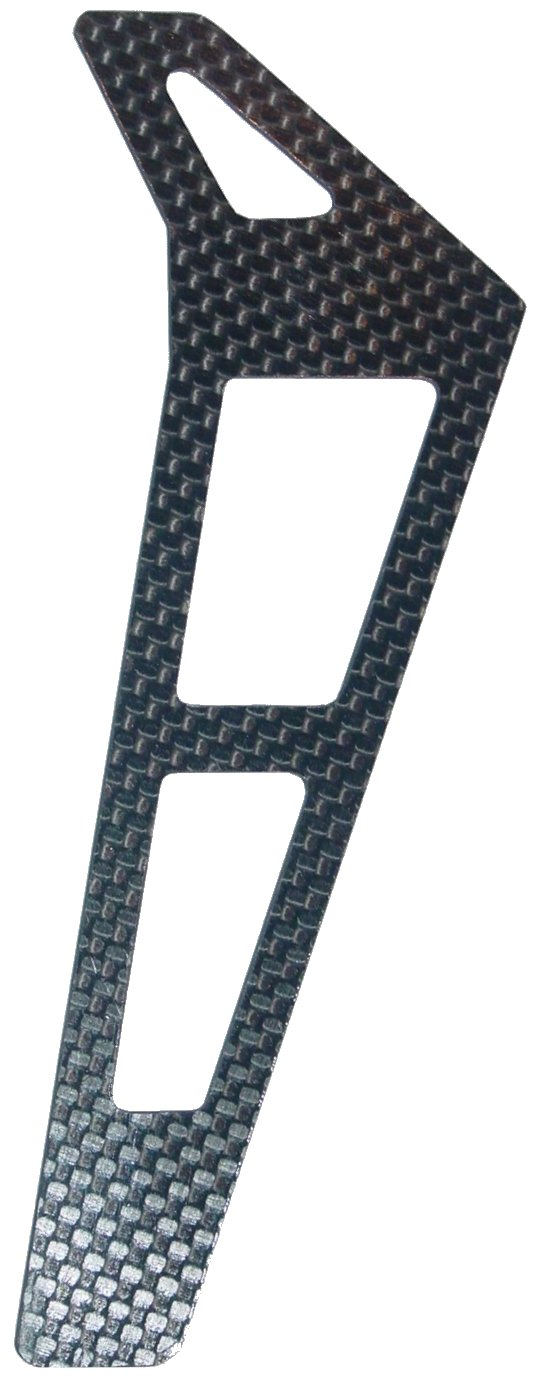
成形されたCFRP製品

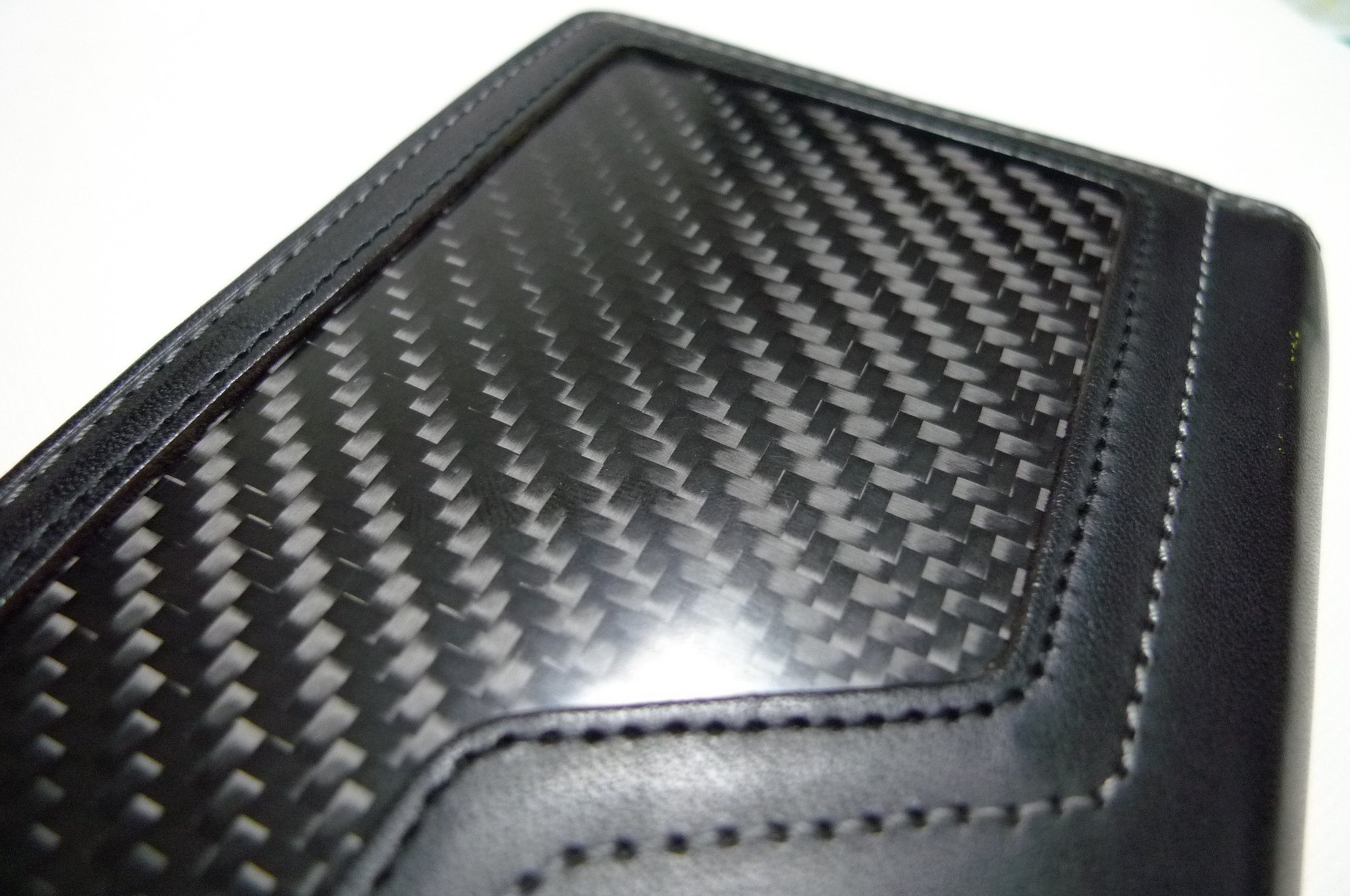
ドライカーボンの使用例 （財布）

繊維強化プラスチックは厳密には母材となるマトリックス樹脂の種類により、熱硬化性樹脂（Thermosets、TS）を用いる繊維強化熱硬化性プラスチック（Fiber Rein Forced Thermosets、FRTS）と、熱可塑性樹脂（Thermoplastics、TP）を用いる繊維強化熱可塑性プラスチック（Fiber Rein Forced Thermoplastics、FRTP）に分けられる。しかし、熱硬化性樹脂を用いたFRTSの方が歴史的にも先行しており圧倒的に多く、1980年代から用語法の混乱が指摘されており、慣用では繊維強化プラスチック（FRP）と繊維強化熱硬化性プラスチック（FRTS）が同義として扱われることがある。同様に繊維強化プラスチックを広義のFRPとし、繊維強化熱硬化性プラスチック（FRTS）を狭義のFRPとする分類もある。
一方、強化繊維には様々なものが使用されるが、ガラス繊維を用いたもの（ガラス繊維強化プラスチック）が最も一般的である。

## 種類
強化繊維として用いられるものにガラス繊維のほか、炭素繊維、アラミド繊維、SiC繊維など様々なものがある。

### 繊維強化熱硬化性プラスチック
- ガラス繊維強化プラスチック (GFRP[4], Glass-Fiber-Reinforced Plastics)
比較的安価で、電波透過性に優れる。
- ガラス長繊維マット強化熱可塑性プラスチック(GMT, Glass-Mat reinforced Thermoplastics)
ガラスの一種で、強度に優れ、自動車部品などに使用される。
- 炭素繊維強化プラスチック (CFRP[4], Carbon-Fiber-Reinforced Plastics)
アルミニウム合金の代替材料として使用される。
- ボロン繊維強化プラスチック (BFRP, Boron Fiber-Reinforced Plastics)
強度、対弾丸性が大きく、軍事兵器などによく使用される。
- アラミド繊維強化プラスチック (AFRP[4], Aramid-Fiber-Reinforced Plastics)
アラミド繊維による強化で耐衝撃性に優れる。
- ケブラー繊維強化プラスチック (KFRP, Kevlar-Fiber-Reinforced Plastics）
アラミド繊維の一種のデュポン社のケブラーによる強化で耐衝撃性に優れる。
- ダイニーマ繊維強化プラスチック (DFRP, Dyneema-Fiber-Reinforced Plastics)
ダイニーマ(現イザナス)による強化プラスチックで高強度、熱伝導性にも優れる。
- ザイロン強化プラスチック (ZFRP, Zylon-Fiber-Reinforced Plastics)
ザイロンによる強化プラスチックで、きわめて高い強度と難燃性がある。
- WPC（木材・プラスチック複合材）、WPRC（木材・プラスチック再生複合材）
射出および押し出し成型ができ、再利用できる。

### 繊維強化熱可塑性プラスチック
- ガラス繊維強化熱可塑性プラスチック (GFRTP[4]）
- 炭素繊維強化熱可塑性プラスチック (CFRTP[4]）

## 利点と欠点

### 利点
- 高強度・高剛性で軽量化できる（金属材料よりも比強度・比剛性が高い）[2]
- 衝撃吸収特性が比較的高い[8]
- 錆びにくく、腐食しにくい[9]
- 強化材にガラス繊維用いると絶縁性、炭素繊維を用いると導電性を示すなど任意の電気絶縁性や導電性を付与できる[9]。
- マトリックスが液状であるため複雑な加工物でも一体成型が可能である[9]。

### 欠点
- プラスチック材料であるため燃えやすい[9]。
- プラスチック材料であるため表面は傷つきやすい[9]。
- 破壊プロセスが複雑になる傾向があり、層間の剥離など内部の損傷の検知が難しい[10]。
- 素材の分離が困難であるため、一般にリサイクルや廃棄処分が難しい[11]。

## 成形法
ハンドレイアップ（HLU）法
オープンモールド（片側型）にゲルコートと呼ばれる塗料を塗り、強化繊維マット、クロスと樹脂を積層した後、強化層をロールがけして繊維へ樹脂を含浸・脱泡する。
スプレイアップ（SPU）法
オープンモールド（片側型）にゲルコートと呼ばれる塗料を塗り、スプレーガンで強化繊維チョップと樹脂を吹き付けた後、強化層をロールがけして繊維へ樹脂を含浸・脱泡する。
RTM（Resin Transfer Molding）法
雌雄型にプリフォーム（予備成形）された強化繊維を張り、型締めしながら液状樹脂を注入し、加温して硬化させる。
SMC（Sheet Molding Compound）法
シート状にした強化繊維を予備含浸した成形材料（SMC）を使い高温高圧でプレスして加工する。
BMC（Balk Molding Compound）法
塊状にした強化繊維を予備含浸した成形材料（BMC）を使い高温高圧でプレスして加工する。

## 用途
- 建築材料
  - 浴槽
  - 洗面台
  - ユニットバス
  - 浄化槽
  - 窓枠
  - FRP防水
  - パイプ、配管材料
  - 貯水槽
  - 薬品貯蔵タンク
- 航空機
- 宇宙機
- 船舶
  - ボート
  - ヨット
- 車両
  - 自動車
  - 鉄道車両
  - 自転車
  - 信号機
- スポーツ用品
- プリント基板
- 兵器
- 容器
- 郵便ポスト
- 模型
  - ラジコン、ミニ四駆等
- 映画美術
  - 撮影用の小道具
  - セット
  - 硬質な衣装、着ぐるみの部品
- 楽器
  - ギター（共鳴体に使用）
  - ジャンベ（西アフリカ発祥の打楽器の筐体に使用）
  - カホン（ペルー発祥の体鳴楽器の打面に使用）